# Trachinotus africanus
Trachinotus africanus es una especie de peces de la familia Carangidae en el orden de los Perciformes.

## Morfología
• Los machos pueden llegar alcanzar los 92 cm de longitud total.

## Distribución geográfica
Se encuentra desde el Golfo de Adén, Omán, Mozambique y Sudáfrica hasta el oeste de Indonesia.